# リアルタイム制御
リアルタイム制御（リアルタイムせいぎょ）とは、定められた時間内に制御が完了することを目的とする制御。
リアルタイムという呼称から、瞬時に処理することと勘違いされることが多いが、定められた時間内に処理が終わればいいので、必ずしも高速処理が要求されるわけではない。例えば、1時間以内に処理が終わればいいという条件であれば、1秒で終わろうが、59分59秒で終わろうがリアルタイム制御となる。